# Йон Ансат
Йон Ансат (нім. John Ansat; 23 лютого 1890, Берштенінгкен — 28 серпня 1970, Любек) — німецький воєначальник, генерал-лейтенант вермахту. Кавалер Німецького хреста в золоті.

## Біографія
2 червня 1911 року вступив в Прусську армію. Учасник Першої світової війни. Після демобілізації армії залишений в рейхсвері. З 15 жовтня 1935 року — командир 16-го батальйону спостереження, з 12 жовтня 1937 року — 32-го артилерійського полку. З 15 травня по 1 грудня 1940 року — артилерійський командир 134. З 10 грудня 1940 по 9 грудня 1941 року — командир 102-ї піхотної дивізії. З 1 лютого по 3 квітня 1942 року — вищий артилерійський командир 307, з 20 червня 1942 року — 313. З 28 березня 1945 року — командир укріпрайону Свінемюнде. 8 травня 1945 року взятий в полон. В 1947 році звільнений.

## Звання
- Фанен-юнкер (2 червня 1911)
- Фанен-юнкер-унтерофіцер (16 вересня 1911)
- Фенріх (20 лютого 1912)
- Лейтенант (18 листопада 1912)
- Оберлейтенант (22 березня 1916)
- Гауптман (1 жовтня 1922)
- Майор (1 квітня 1933)
- Оберстлейтенант (1 листопада 1935)
- Оберст (1 квітня 1938)
- Генерал-майор (1 серпня 1940)
- Генерал-лейтенант (1 серпня 1942)

## Нагороди
- Залізний хрест
  - 2-го класу (10 листопада 1914)
  - 1-го класу (27 червня 1916)
- Хрест «За військові заслуги» (Австро-Угорщина) 3-го класу з військовою відзнакою (10 травня 1918)
- Королівський орден дому Гогенцоллернів, лицарський хрест з мечами (21 травня 1918)
- Балтійський хрест (20 жовтня 1919)
- Сілезький Орел 2-го ступеня (4 грудня 1919)
- Почесний хрест ветерана війни з мечами (15 грудня 1934)
- Медаль «За вислугу років у Вермахті» 4-го, 3-го, 2-го і 1-го класу (25 років)
- Застібка до Залізного хреста
  - 2-го класу (21 вересня 1939)
  - 1-го класу (2 жовтня 1939)
- Медаль «За зимову кампанію на Сході 1941/42» (10 серпня 1942)
- Німецький хрест в золоті (23 березня 1944)